# Збройні сили Маврикію
Маврикій не має регулярної армії. Усі військові, полісмени та функції з забезпечення безпеки виконують 10,000 активних службовців під орудою комісара поліції. 8,000 службовців Національних поліційних сил відповідають за забезпечення правопорядку у країні. 1,500 особового складу Спеціальних мобільних сил (СМС) та 500 особового складу Національної морської охорони являють собою єдині парамілітарні структури на території Маврикію. Обидва підрозділи складаються з офіцерів поліції на тривалій ротації до цих служб.